# Les Sept Messagers (nouvelle)
Pour les articles homonymes, voir Les Sept Messagers.
Les Sept Messagers (I sette messaggeri) est une nouvelle de l'écrivain italien Dino Buzzati, publiée en 1942 dans le recueil  I sette messaggerri.
La traduction en français paraît en 1968 dans le recueil éponyme Les Sept Messagers.

## Résumé
Dans un royaume imaginaire, le fils du roi décide d'atteindre la frontière du royaume de son père. Il emmène avec lui sept messagers censés lui permettre de maintenir un lien avec sa ville d'origine.
En raison de l'éloignement grandissant, les messagers qu'il envoie mettent toutefois de plus en plus de temps à revenir. Le fils du roi constatant que les nouvelles qui lui parviennent font état de profonds changements et qu'elles ne le rattachent désormais plus à rien, décide d'envoyer ses messagers devant lui. Ils lui rapportent qu'ils ne trouvent jamais la frontière, que les gens sont toujours les vassaux de leur roi, mais qu'il n'y a pas de frontière. 
Le fils du roi en vient à se demander s'il reverra un jour le dernier messager qu'il vient de voir partir, sans savoir où il l'envoie exactement.

## Éditions françaises
- In Les Sept Messagers, recueil de vingt nouvelles de Dino Buzzati, traduction de Michel Breitman, Paris, Robert Laffont, coll. « Pavillons », 1968
- In Les Sept Messagers, Paris, UGE, coll. « 10/18. Domaine étranger » no 1519, 1982  (ISBN 2-264-00478-9)